# Physodactylus clavipes
Physodactylus clavipes là một loài bọ cánh cứng trong họ Elateridae. Loài này được Perty miêu tả khoa học năm 1830.